# Муртой (остановочный пункт)
Мурто́й — остановочный пункт Восточно-Сибирской железной дороги на южной линии Улан-Удэ — Наушки.
Расположен в Селенгинском районе Бурятии на юго-западном берегу Гусиного озера в местности Муртой, в 9 км севернее села Гусиное Озеро.

## История
Бывшая станция. Основана в 1939 году. Со станции осуществлялась отгрузка леса.
В октябре 1964 года через станцию началось регулярное пассажирское движение поездов по маршруту Улан-Удэ — Гусиное Озеро (впоследствии Улан-Удэ — Наушки).
Пригородное движение поездов по маршруту Загустай — Наушки (реформированный Улан-Удэ — Наушки) по южной ветке ВСЖД отменено в 2014 году.
Ныне станция разобрана, используется как остановочный пункт.

## Дальнее следование по остановочному пункту
| № поезда | Маршрут движения | № поезда | Маршрут движения |
| -------- | ---------------- | -------- | ---------------- |
| 361      | Наушки — Иркутск | 362      | Иркутск — Наушки |